# Jimmy Bowen
Jimmy Bowen (* 30. November 1937 als James Albert Bowen in Santa Rita, New Mexico) ist ein US-amerikanischer Musikproduzent und Rockabilly-Musiker.

## Karriere als Musiker

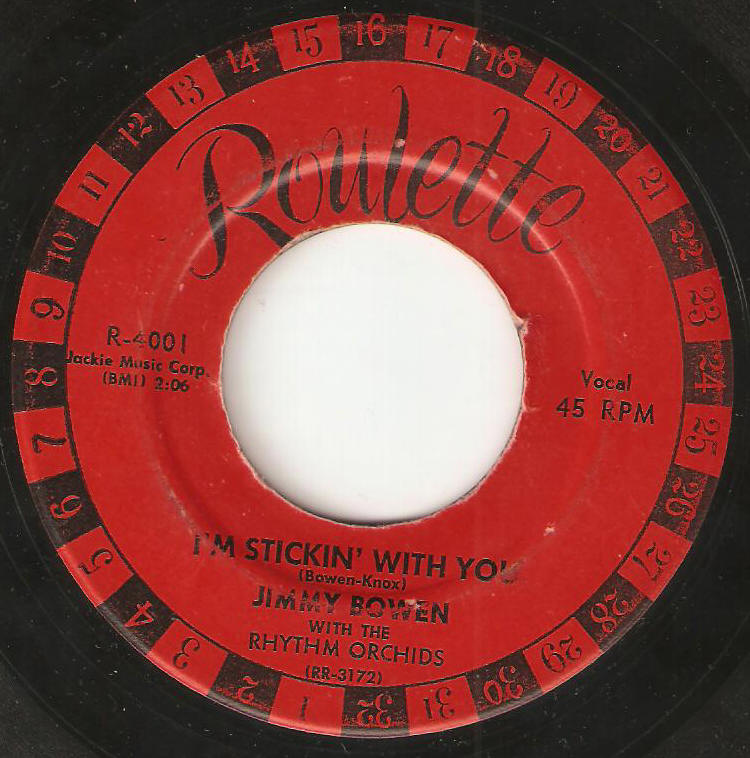
I'm Stickin' with You, 1957

Der in Texas aufgewachsene Jimmy Bowen begann seine Karriere als Country- und Rockabilly-Musiker. In der von Buddy Knox geführten Band Rhythm Orchids spielte er Bassgitarre. 1956 nahmen sie zwei Songs auf: Party Doll mit Knox als Sänger und Bowens I’m Stickin’ with You. Das neu gegründete Label Roulette Records veröffentlichte damit zwei Singles, die sich millionenfach verkauften.

## Erfolgreich als Produzent
Während sein Freund Buddy Knox als Interpret beim Roulette-Label blieb, versuchte sich Jimmy Bowen nach einigen wenig erfolgreichen Platten als Produzent. Nach einem kurzen Intermezzo als Diskjockey in Colorado Springs zog er 1960 nach Los Angeles, wo er zunächst mit Glen Campbell zusammenarbeitete. Später wurde er Produzent von Dean Martin und Frank Sinatra, dessen Karriere gerade einen Tiefpunkt erlebte. Es war die Zeit der britischen Musikinvasion. Die Beatles beherrschten die Szene, für die alternden Barden Hollywoods hatte kaum noch jemand Interesse. Der nicht einmal 30-jährige Bowen schaffte das Unmögliche: Er brachte Sinatra wieder an die Spitze. Mit dem Bert Kaempfert Song Strangers In The Night wurde Platz eins der Pop-Charts erreicht.
In den folgenden Jahren arbeitete Bowen bei verschiedenen Schallplattenfirmen. Zeitweilig war er Präsident des MGM-Labels. Mitte der 1970er zog er nach Nashville. Hier arbeitete er zunächst mit Tompall Glaser zusammen, der über ein eigenes Studio verfügte. 1984 wechselte er zum krisengeschüttelten MCA-Label. Trotz Vorbehalten aus der Countryszene schaffte der Außenseiter innerhalb eines Jahres die Trendwende. Rücksichtslos entließ er altgediente Mitarbeiter und unprofitable Künstler. Gleichzeitig modernisierte er die rückständige Studiotechnik und ermutigte die Musiker zu variantenreicherem Spiel.
Bowen war derartig erfolgreich, dass er in kürzester Zeit zu einem der mächtigsten Männer der Music City aufstieg – allerdings auch zum meistgehassten. 1988 wurde er Nashviller Präsident des Capitol-Labels. Hier begann gerade die Karriere von Garth Brooks, dem zukünftigen Superstar der Country-Musik. Brooks war dank seiner hohen Schallplattenumsätze der einzige, der Bowen Paroli bieten konnte.
In den 1990er Jahren erkrankte Bowen an Krebs. Er zog sich nach Hawaii zurück, wo er seine Autobiographie Rough Mix schrieb. Erst 2005 kehrte nach über zehn Jahren in die Musikszene zurück, um mit Merle Haggard ein Album zu produzieren.
Jimmy Bowen gilt heute als wichtigster Modernisierer der Country-Musik. Er führte neue Aufnahmetechniken ein und brachte die Studios auf den aktuellen Stand der Technik. Ein guter Teil der kommerziellen Erfolge des Genres in den 1980er und 1990er Jahren ist auf sein Wirken zurückzuführen. Insgesamt produzierte er mehr als 60 Nummer-1-Hits. Die Liste von ihm betreuten oder geförderten Musiker enthält Namen wie George Strait, Hank Williams Jr., Garth Brooks, Steve Earle, Reba McEntire, The Judds und natürlich Frank Sinatra und Dean Martin.